# Ilha Petermann
A Ilha Petermann é uma pequena ilha justamente fora do lado oeste da Península Antártica da Antártida, localizada em 65° 10′ S, 64° 10′ O, apenas a uma curta distância ao sul da Ilha Booth e o Canal Lemaire. Apenas a 2 km de comprimento, a ilha baixa arredondada é o lar da colônia mundial mais ao sul de pinguins-gentoos, e também abriga um número expressivo de pinguins-de-adélia.

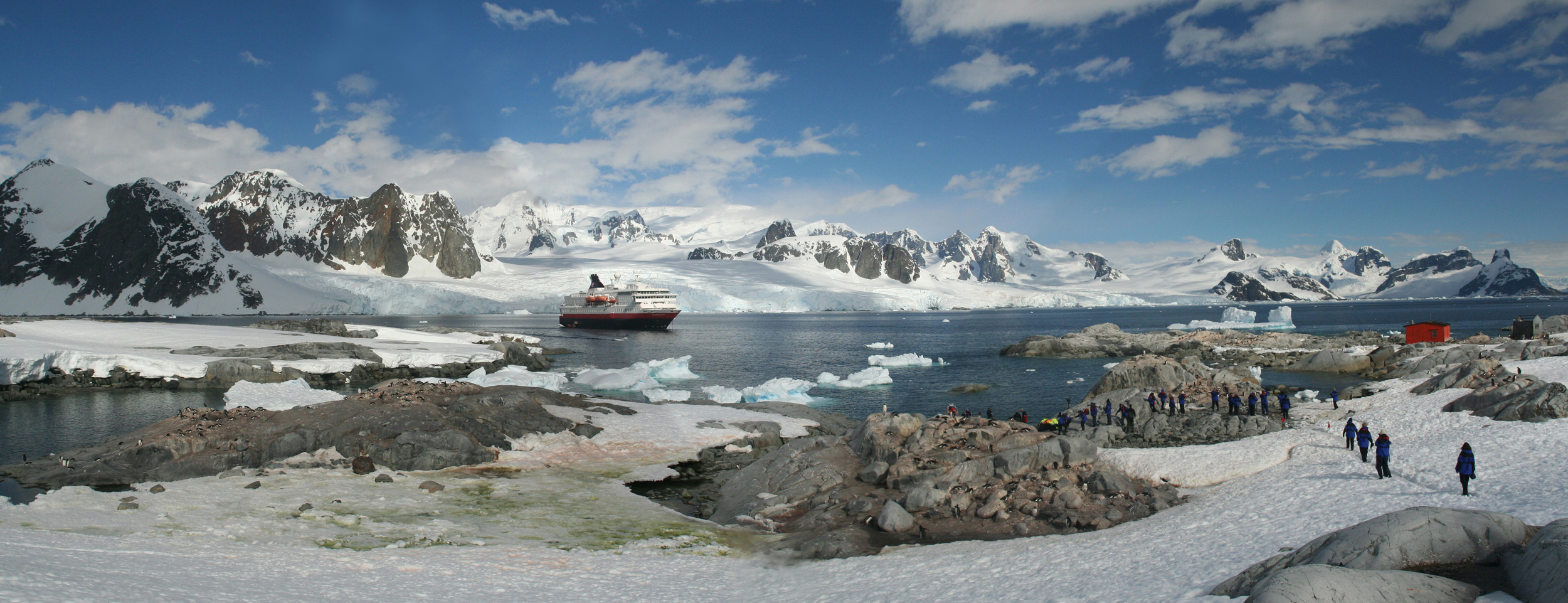
Panorama - colônias de pinguins, navio de cruzeiro e turistas, Ilha Petermann, Antártica

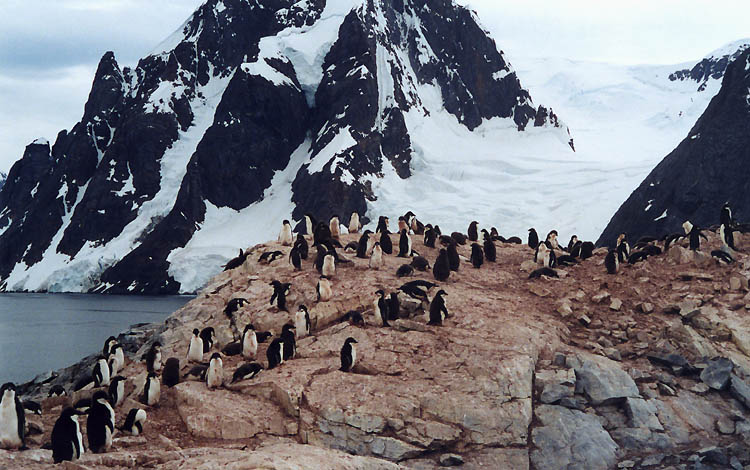
Viveiro de pinguins-de-adélia na Ilha Petermann; seus excrementos tornam a rocha cinza, rosada

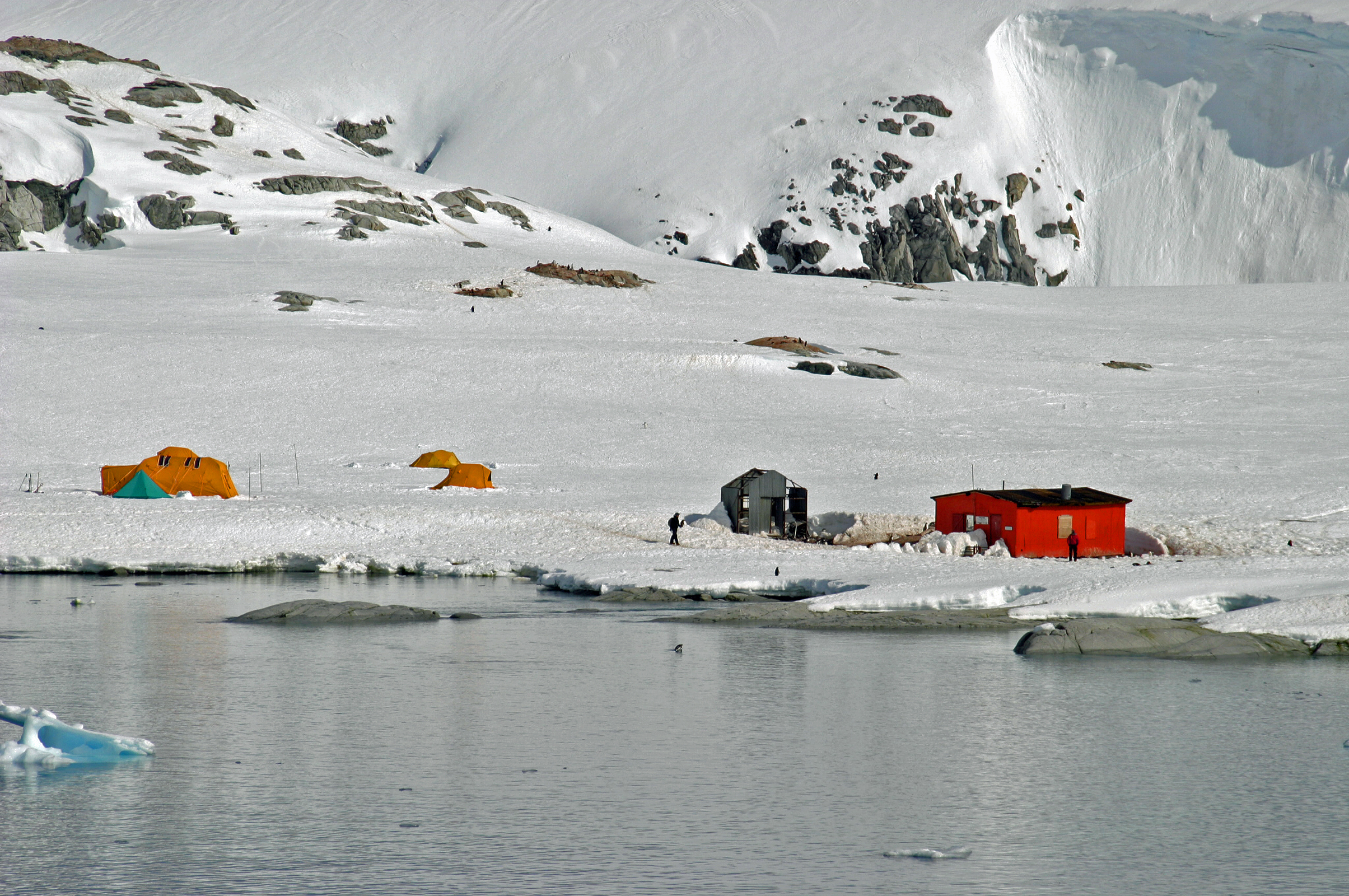

A ilha foi descoberta por uma expedição alemã de 1873-74, que recebeu o nome do geógrafo do August Petermann. A Expedição Antártica Francesa de 1908-10 passou o inverno a bordo do navio em uma enseada no lado sudeste da ilha, batizada de Porto Circuncisão porque foi localizada em 1 de janeiro de 1909, o dia tradicional da Festa da Circuncisão de Cristo.
Cabanas construídas pela expedição foram levadas, embora um dólmen permaneça, junto à cabana do refúgio construída pela Argentina em 1955, e uma cruz comemorando os três membros do British Antarctic Survey que morreram em uma tentativa em 1982 de cruzar o mar de gelo da estação Faraday a Petermann.
É administrada sob o Sistema do Tratado Antártico.